# Troy Kotsur
Troy Michael Kotsur (ur. 24 lipca 1968 w Mesie) – amerykański aktor filmowy, teatralny i telewizyjny. Jego drugoplanowa rola w filmie CODA (2021) w reżyserii Sian Heder przyniosła mu liczne nagrody, w tym Oscara, Nagrodę BAFTA oraz Gildii Aktorów Ekranowych. Kotsur stał się pierwszym głuchoniemym aktorem wyróżnionym Oscarem.